# Le Buron
Pour plus de détails, voir Fiche technique et Distribution.
Le Buron est un court-métrage de Léo Pons qui associe les légendes d'Auvergne à la période de l'occupation. L'histoire met en scène un officier allemand qui s'égare dans les monts du Cantal en 1942 et qui trouve refuge dans un mystérieux buron.
Le tournage se déroule durant une dizaine de jours, répartis entre décembre 2019 et août 2020. En novembre 2021, une avant-première du film est organisée à Aurillac au cinéma Le Cristal.
De janvier à juillet 2022, une quarantaine de projections du film sont organisées dans plusieurs communes du Cantal. En septembre 2022, le film de Léo Pons fait salle comble au cinéma Le Grand Rex à Paris. Le Buron est finalement mis en ligne sur YouTube au mois d'octobre 2022.
En mai 2023, Léo Pons est doublement primé au Festival du Film de Los Angeles pour son film Le Buron. Il obtient le premier prix du meilleur thriller et celui de la meilleure mise en scène. C'est la douzième récompense que reçoit Le Buron dans un festival de cinéma,.
Les rôles principaux sont incarnés par Antoine Tomé et David Levadoux. Benoît Allemane incarne le narrateur du film.
Léo Pons avait réalisé en 2015 le film Le Hobbit du Cantal qui avait fait le buzz jusqu’à être relayé par Elijah Wood (Frodon). Le jeune réalisateur cantalien dit être attiré par les histoires étranges, énigmatiques, aux chutes toujours inattendues et surprenantes. Pour Le Buron, il puise son inspiration notamment dans les légendes traditionnelles de l’Auvergne, ou encore dans la série La Quatrième Dimension.
En mai 2023, Le Buron est mis en ligne sur la plateforme Amazon Prime.

## Fiche technique
- Titre original : Le Buron
- Réalisation : Léo Pons
- Montage : Léo Pons
- Musique : Sacha Mathelet
- Pays d'origine :  France
- Langue : français
- Genre : Aventure, Fantasy
- Durée : 23 minutes
- Budget de production : 10 000 €
- Dates de sortie : 

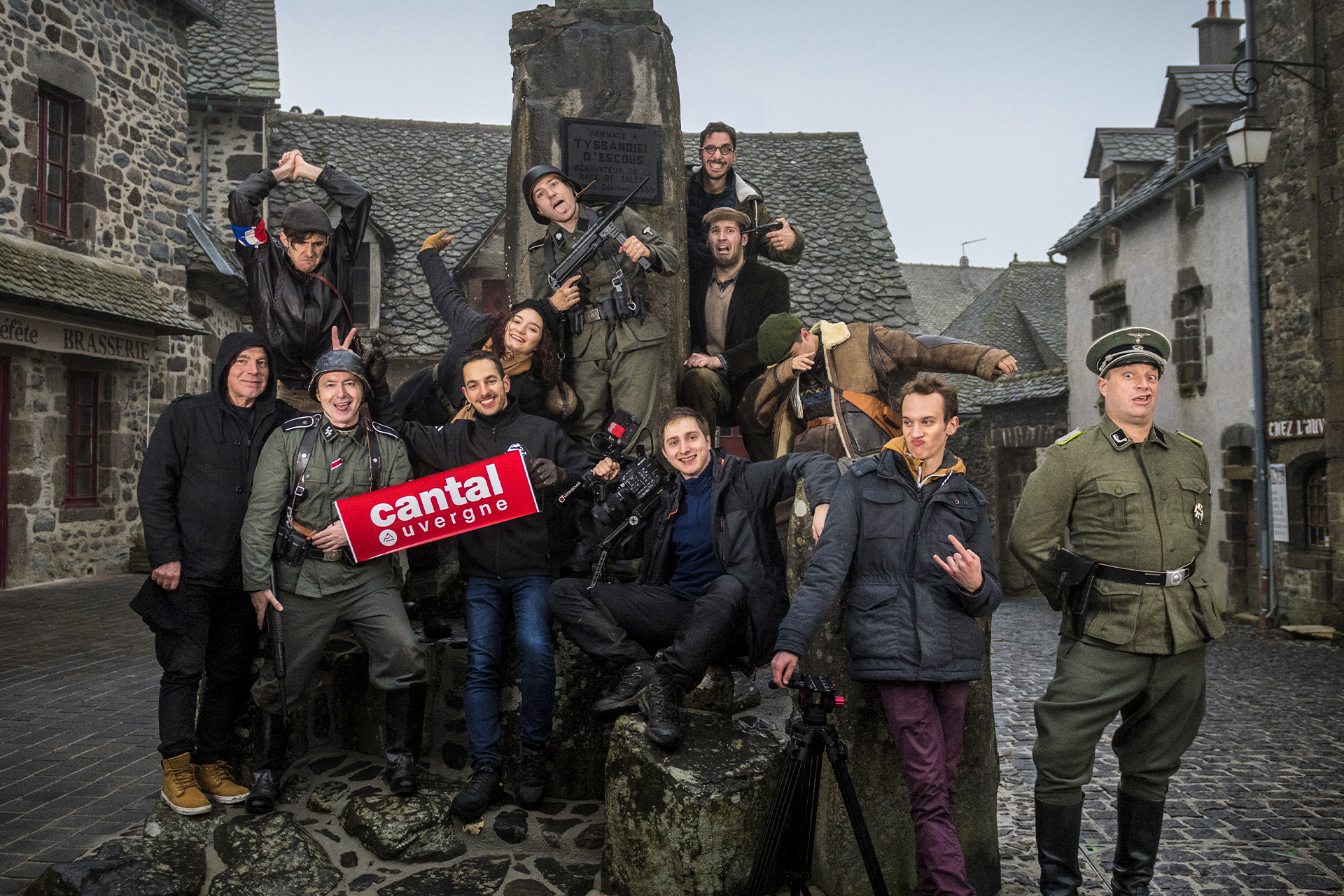
L'équipe du film sur le tournage à Salers

  -  France : 19 novembre 2021 (avant-première à Aurillac)
  -  Monde : 3 octobre 2022 (mise en ligne sur Youtube)
  - 15 octobre 2023 (mise en ligne sur Amazon Prime)

## Distribution
- Benoit Allemane : le narrateur
- Antoine Tomé : l'ermite
- David Levadoux : l'officier
- Benjamin Joncoux : le maquisard
- Michel Lefour : soldat allemand
- Carla Bertuit : résitante
- Brian Senaud : soldat allemand
- Alexandre Loubeyre : un résistant
- Simon Albert : le curé

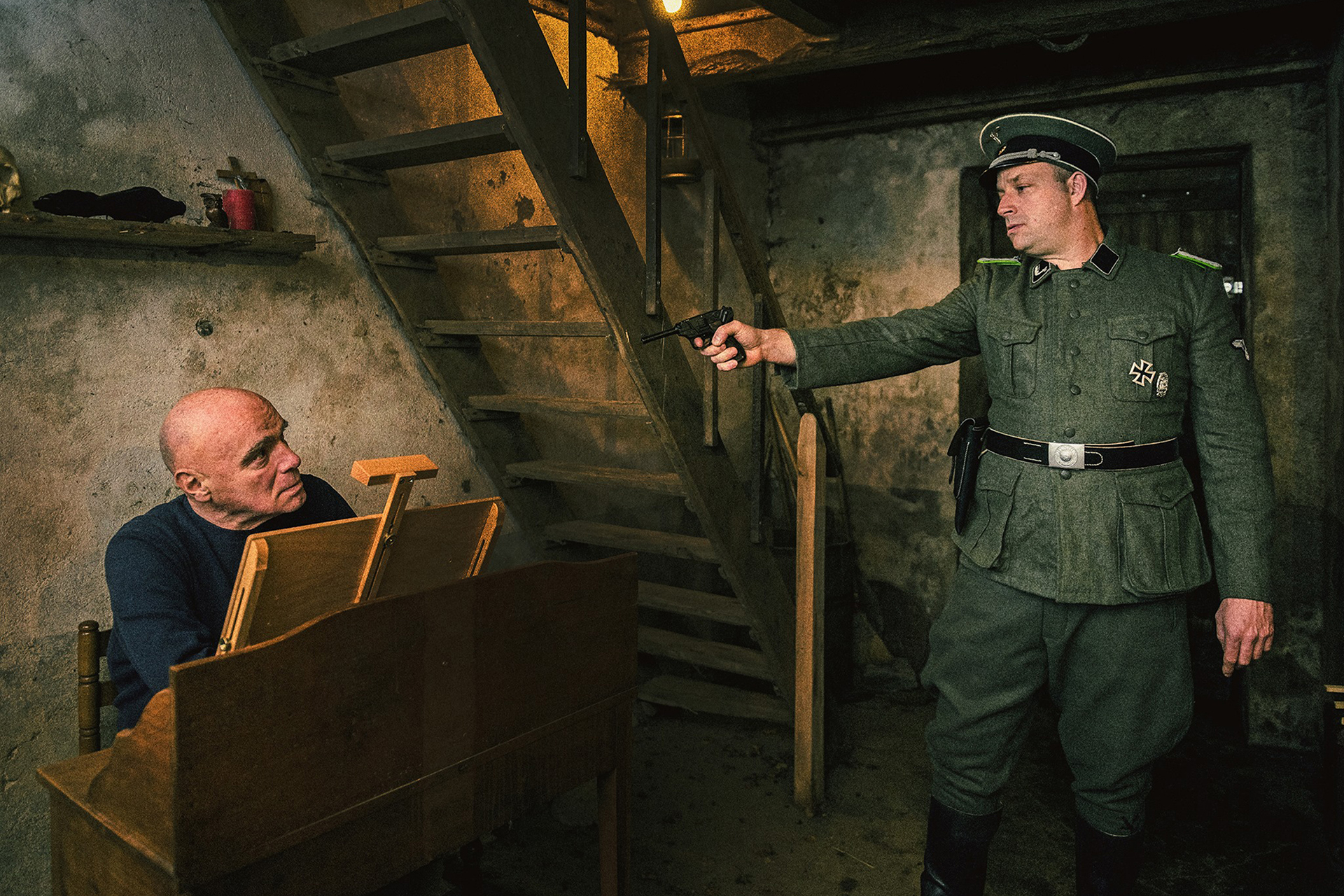
Antoine Tomé et David Levadoux dans Le Buron

- Renaud Saint-André : voix du journaliste radio